# Episodi di Zaffiro e Acciaio
Questa voce contiene dati e trame relativi ai serials della serie TV Zaffiro e Acciaio. Mentre non esistono titoli originali inglesi, ma solo accreditati o non ufficiali, sono presenti più titoli italiani, dovuti ai passaggi televisivi e all'edizione in DVD.
Ogni singola puntata di un serial dura circa 25 minuti.
Ogni serial venne trasmesso in Gran Bretagna con due puntate a settimana, ad eccezione del secondo, trasmesso inizialmente tra luglio ed agosto ma successivamente interrotto per uno sciopero del personale dell'epoca. Venne poi ritrasmesso integralmente a Novembre dello stesso anno.
| nº | Titolo inglese accreditato     | Titolo italiano       | Titolo italiano alternativo | Diviso in n° parti | Prima TV UK                  | Prima TV Italia  |
| -- | ------------------------------ | --------------------- | --------------------------- | ------------------ | ---------------------------- | ---------------- |
| 1  | Escape through a crack in time | La casa degli orologi | La casa                     | 6                  | 1ª puntata: 10 Luglio 1979   | 27 Ottobre 1980  |
| 1  | Escape through a crack in time | La casa degli orologi | La casa                     | 6                  | 2ª puntata: 12 Luglio 1979   | 28 Ottobre 1980  |
| 1  | Escape through a crack in time | La casa degli orologi | La casa                     | 6                  | 3ª puntata: 17 Luglio 1979   | 29 Ottobre 1980  |
| 1  | Escape through a crack in time | La casa degli orologi | La casa                     | 6                  | 4ª puntata: 19 Luglio 1979   | 30 Ottobre 1980  |
| 1  | Escape through a crack in time | La casa degli orologi | La casa                     | 6                  | 5ª puntata: 24 Luglio 1979   | 31 Ottobre 1980  |
| 1  | Escape through a crack in time | La casa degli orologi | La casa                     | 6                  | 6ª puntata: 26 Luglio 1979   | 1 Novembre 1980  |
| 2  | The railway station            | Un fiore d'ottobre    | La stazione                 | 8                  | 1ª puntata: 31 Luglio 1979   | 3 Novembre 1980  |
| 2  | The railway station            | Un fiore d'ottobre    | La stazione                 | 8                  | 2ª puntata: 2 Agosto 1979    | 4 Novembre 1980  |
| 2  | The railway station            | Un fiore d'ottobre    | La stazione                 | 8                  | 3ª puntata: 7 Agosto 1979    | 5 Novembre 1980  |
| 2  | The railway station            | Un fiore d'ottobre    | La stazione                 | 8                  | 4ª puntata: 9 Agosto 1979    | 6 Novembre 1980  |
| 2  | The railway station            | Un fiore d'ottobre    | La stazione                 | 8                  | 5ª puntata: 13 Novembre 1979 | 7 Novembre 1980  |
| 2  | The railway station            | Un fiore d'ottobre    | La stazione                 | 8                  | 6ª puntata: 15 Novembre 1979 | 8 Novembre 1980  |
| 2  | The railway station            | Un fiore d'ottobre    | La stazione                 | 8                  | 7ª puntata: 20 Novembre 1979 | 10 Novembre 1980 |
| 2  | The railway station            | Un fiore d'ottobre    | La stazione                 | 8                  | 8ª puntata: 22 Novembre 1979 | 11 Novembre 1980 |
| 3  | The creatures' revenge         | Prigionieri del tempo | La capsula del tempo        | 6                  | 1ª puntata: 6 Gennaio 1981   | 19 Marzo 1983    |
| 3  | The creatures' revenge         | Prigionieri del tempo | La capsula del tempo        | 6                  | 2ª puntata: 8 Gennaio 1981   | 19 Marzo 1983    |
| 3  | The creatures' revenge         | Prigionieri del tempo | La capsula del tempo        | 6                  | 3ª puntata: 13 Gennaio 1981  | 26 Marzo 1983    |
| 3  | The creatures' revenge         | Prigionieri del tempo | La capsula del tempo        | 6                  | 4ª puntata: 15 Gennaio 1981  | 26 Marzo 1983    |
| 3  | The creatures' revenge         | Prigionieri del tempo | La capsula del tempo        | 6                  | 5ª puntata: 20 Gennaio 1981  | 9 Aprile 1983    |
| 3  | The creatures' revenge         | Prigionieri del tempo | La capsula del tempo        | 6                  | 6ª puntata: 22 Gennaio 1981  | 9 Aprile 1983    |
| 4  | The man without a face         | Foto d'epoca          | L'uomo senza volto          | 4                  | 1ª puntata: 27 Gennaio 1981  | 4 Giugno 1983    |
| 4  | The man without a face         | Foto d'epoca          | L'uomo senza volto          | 4                  | 2ª puntata: 29 Gennaio 1981  | 4 Giugno 1983    |
| 4  | The man without a face         | Foto d'epoca          | L'uomo senza volto          | 4                  | 3ª puntata: 3 Febbraio 1981  | 18 Giugno 1983   |
| 4  | The man without a face         | Foto d'epoca          | L'uomo senza volto          | 4                  | 4ª puntata: 5 Febbraio 1981  | 18 Giugno 1983   |
| 5  | Dr. McDee must die             | Il ricevimento        | Il party                    | 6                  | 1ª puntata: 11 Agosto 1981   | 16 Aprile 1983   |
| 5  | Dr. McDee must die             | Il ricevimento        | Il party                    | 6                  | 2ª puntata: 12 Agosto 1981   | 16 Aprile 1983   |
| 5  | Dr. McDee must die             | Il ricevimento        | Il party                    | 6                  | 3ª puntata: 18 Agosto 1981   | 30 Aprile 1983   |
| 5  | Dr. McDee must die             | Il ricevimento        | Il party                    | 6                  | 4ª puntata: 19 Agosto 1981   | 30 Aprile 1983   |
| 5  | Dr. McDee must die             | Il ricevimento        | Il party                    | 6                  | 5ª puntata: 25 Agosto 1981   | 7 Maggio 1983    |
| 5  | Dr. McDee must die             | Il ricevimento        | Il party                    | 6                  | 6ª puntata: 26 Agosto 1981   | 7 Maggio 1983    |
| 6  | The trap                       | Una notte nel futuro  | La trappola                 | 4                  | 1ª puntata: 19 Agosto 1982   | 21 Maggio 1983   |
| 6  | The trap                       | Una notte nel futuro  | La trappola                 | 4                  | 2ª puntata: 24 Agosto 1982   | 21 Maggio 1983   |
| 6  | The trap                       | Una notte nel futuro  | La trappola                 | 4                  | 3ª puntata: 26 Agosto 1982   | 28 Maggio 1983   |
| 6  | The trap                       | Una notte nel futuro  | La trappola                 | 4                  | 4ª puntata: 31 Agosto 1982   | 28 Maggio 1983   |

## La casa degli orologioLa casa
- Scritto da: P. J. Hammond
- Prodotto e diretto da: Shaun O'Riordan

### Trama
La vicenda è ambientata in una casa a due piani isolata nella campagna inglese. La prima puntata inizia mostrando scene familiari: al piano superiore la coppia di genitori gioca con la figlia piccola cantando e recitando vecchie filastrocche, mentre al piano terra il figlio più grande fa i compiti in cucina. In casa vi sono molti oggetti antichi e numerosi orologi, i quali iniziano a fermarsi uno dopo l'altro; nello stesso momento i genitori scompaiono inspiegabilmente.
Poco dopo appaiono Zaffiro e Acciaio che individuano proprio nella cameretta della bambina un'anomalia temporale malevola, provocata dalla combinazione di oggetti antichi contenuti nella casa e dalle vecchie filastrocche recitate; da questa spaccatura iniziano a comparire strane entità e ombre, collegate al periodo storico di costruzione della casa. La stessa Zaffiro viene imprigionata da queste entità in un luogo e uno spazio irreale.
Vista la complessità del caso, in loro aiuto viene inviato Piombo, un altro agente dimensionale, figura imponente dalla grande forza, in grado di supportare i due protagonisti nel risolvere l'anomalia rintanata nelle fondamenta della casa.
- Interpreti: David McCallum (Acciaio), Joanna Lumley (Zaffiro), Steven O'Shea (Rob, il figlio), Tamasin Bridge (Helen, la figlia), Felicity Harrison (la madre), John Golightly (il padre), Ronald Goodale (contadino), Charles Pemberton (poliziotto), Val Pringle (Piombo).

## Un fiore d'ottobreoLa stazione
- Scritto da: P. J. Hammond
- Prodotto da: Shaun O'Riordan
- Diretto da: Shaun O'Riordan e David Foster

### Trama
L'intera vicenda è ambientata in una vecchia stazione ferroviaria dismessa, luogo di ritrovo di diverse anime, tutte accomunate da un forte risentimento provocato da morti inattese ed evitabili. Questo stesso rancore alimenta l'Oscurità, entità presente in quello spazio, che ha legato a sé gli spiriti. Tale presenza si manifesta da subito ostile verso i due agenti, impossessandosi in alcune occasioni della stessa Zaffiro o facendo loro rivivere momenti pericolosi del passato legati agli spiriti bloccati nell'edificio.
In particolare, sono presenti le anime di un soldato della prima guerra mondiale morto il giorno dell'armistizio, tre operai rimasti soffocati durante il collaudo di un sommergibile sperimentale, e un pilota della Seconda Guerra Mondiale caduto durante l'ultima missione prima del congedo.
Quando Zaffiro e Acciaio raggiungono la stazione, vi trovano il signor Tully, già presente sul posto per sue indagini sugli spettri lì presenti.
Dopo momenti di grande suspense e tensione, Acciaio riesce a comunicare con l'Oscurità, convincendola a liberare le anime da cui trae nutrimento, in modo che il tempo riprenda il suo normale percorso, scongiurando ulteriori pericolose alterazioni della dimensione temporale. Per ottenere questo sarà però necessario un amaro sacrificio.
- Interpreti: David McCallum (Acciaio), Joanna Lumley (Zaffiro), Gerald James (Sig. Tully), Tom Kelly (soldato), David Cann (pilota), David Woodcock (operaio).

## Prigionieri del tempooLa capsula del tempo
- Scritto da: P. J. Hammond
- Prodotto e diretto da: Shaun O'Riordan

### Trama
Una coppia di scienziati provenienti dal futuro, marito e moglie, si trova ai tempi odierni, a scopo di ricerca, all'interno di una capsula del tempo posta sul tetto di un palazzo e completamente invisibile e inaccessibile dall'esterno.
Già dalle prime scene si è spettatori di diverse anomalie: le comunicazioni con le altre due capsule esistenti non hanno esito, mentre quelle con il quartier generale nel futuro non funzionano più; diversi oggetti si muovono autonomamente; inoltre il figlio neonato della coppia subisce un'improvvisa crescita dovuta al tempo che scorre diversamente.
Zaffiro e Acciaio riescono ad accedere all'interno della capsula solo con l'aiuto di Argento, un altro agente, meno operativo ma tecnico di grande abilità. Si trovano subito a confronto con le diverse anomalie temporali, che provocano anche la successiva scomparsa dei due scienziati e di Argento.
I due protagonisti riescono infine a recuperare gli scomparsi ed a svelare l'enigma identificandone la causa: il sistema di propulsione temporale della capsula è di origine biologica, creato dai tecnici del futuro a partire dall'assemblaggio di diverse componenti animali, e si trasforma in un essere senziente; si scopre così che nel futuro da cui gli scienziati provengono non esistono più forme di vita animali allo stato naturale ma solo parti create in laboratorio.
I tre agenti insieme riescono infine a ristabilire l'ordine.
- Interpreti: David McCallum (Acciaio), Joanna Lumley (Zaffiro), Catherine Hall (Rothwyn, la scienziata), David Gant (Eldred, lo scienziato), David Collings (Argento), Russell Wootton (figlio cresciuto).

## Foto d'epocaoL'uomo senza volto
- Scritto da: P. J. Hammond
- Prodotto da: Shaun O'Riordan
- Diretto da: David Foster

### Trama
Zaffiro e Acciaio si materializzano in una palazzina con un negozio di anticaglie a piano terra. Nei giorni precedenti sono spariti sia il proprietario sia un'inquilina dello stabile. Inoltre nel negozio e in cortile appaiono diversi bambini che sembrano essersi materializzati dai tempi passati.
Successivamente appare il responsabile di tali anomalie: un uomo senza volto ma con la capacità di assumerne diversi e soprattutto il potere di penetrare nelle fotografie, per poi liberare immagini di persone ed anche imprigionare individui in esse.
Si scopre che l'essere è stato evocato per errore dallo stesso proprietario dello stabile, che aveva l'hobby di creare collages con fotografie di epoche diverse.
Nei momenti di difficoltà dei due agenti, la compagna di stanza della donna scomparsa sarà di grande aiuto per la risoluzione del caso.
- Interpreti: David McCallum (Acciaio), Joanna Lumley (Zaffiro), Alyson Spiro (Liz), Philip Bird / Bob Hornery (uomo senza volto), Natalie Hedges (ragazzina col parasole), Shelagh Stephenson (Ruth, l'inquilina scomparsa).

## Il ricevimentooIl party
- Scritto da: Don Houghton e Anthony Read
- Prodotto e diretto da: Shaun O'Riordan

### Trama
Un ricco e anziano industriale organizza un party per festeggiare i suoi cinquant'anni di successo negli affari. L'atmosfera è perfetta, ricreando in tutti i minimi particolari un'ambientazione anni '30.
Tra gli invitati vestiti a tema arrivano anche Zaffiro e Acciaio. Ancora una volta la dimensione tempo manifesta anomalie dovute al mix di elementi di diverse epoche: il socio morto proprio cinquant'anni prima riappare, inoltre diversi giovani invitati vengono uccisi misteriosamente, per poi scomparire nel nulla.
Il socio, genio della biologia, aveva creato un laboratorio presso il salone, dove stava sperimentando una mutazione virale che sperava potesse curare qualsiasi malattia.
La dimensione temporale disturbata vuole ora cambiare il passato, evitando gli avvenimenti che portarono alla morte dello scienziato cinquant'anni prima, in modo da lasciare che egli porti a termine gli esperimenti, che potrebbero provocare l'estinzione del genere umano dovuta alla mutazione virale in realtà nociva, mentre Zaffiro e Acciaio tentano di far riaccadere ciò che già avvenne.
- Interpreti: David McCallum (Acciaio), Joanna Lumley (Zaffiro), Patience Collier (Emma Mullrine), Davy Kaye (Lord Mullrine), Nan Munro (Felicity McDee), Jeremy Child (Howard McDee), Stephen MacDonald (George McDee), Felix Harborough (Jeffry Wickham), Annabelle Harborough (Jenny Stoller), Peter Laird (Greville), Christopher Bramwell (Tony Purnell), Patricia Shakesby (Anne Shaw), Debbie Farrington (Veronica Blamey), Valentine Dyall (speaker alla radio)

## Una notte nel futurooLa trappola
- Scritto da: P. J. Hammond
- Prodotto da: Shaun O'Riordan
- Diretto da: David Foster

### Trama
La puntata inizia in una stazione di servizio in cui il tempo pare essersi fermato. Zaffiro e Acciaio si materializzano all’interno dell'area ristoro, trovando Argento già presente, cosa inusuale per un tecnico.
Nel bar è presente una coppia di amanti in fuga provenienti dal 1948, successivamente si presenta un attore di strada del 1957, e all'esterno appare più volte un anziano, ipotetico proprietario degli anni '20. Gli agenti non riescono a trovare elementi concatenanti e sono sempre più sospettosi.
I tre uomini del passato sono in realtà esseri mutanti, nemici dei protagonisti.
- Interpreti: David McCallum (Acciaio), Joanna Lumley (Zaffiro), David Collings (Argento), Edward De Souza (uomo del 1948), Johanna Kirby (donna del 1948), John Boswall (anziano), Christopher Fairbank (attore di strada).